# Grevie (Båstads kommun)
Grevie (dansk: Greve) er en landsby i det nordvestlige Skåne i Sverige.
Grevie ligger midt på Bjärehalvön. Den er beliggende i Båstad Kommune i Skåne län ikke langt fra grænsen til Halland. Den har et areal på 2 km2
og et befolkningstal på 1.031 (2023) indbyggere.